# Anna Renzi
Anna Renzi, née vers 1620 à Rome et morte après 1662, est une soprano italienne qui a joué un rôle majeur dans le développement de l'opéra en Italie, dans les premières décennies après l'apparition de ce genre musical. 

## Biographie
Anna Renzi naît vers 1620 à Rome. Elle est l'élève de Filiberto Laurenzi (en). Elle débute à Rome en 1639 puis gagne Venise où elle débute en 1741 en Deidamia de La Finta Pazza de Sacrati, à l'occasion de l'inauguration du teatro Novissimo. 
Sa carrière à l'opéra s'étend sur au moins dix sept ans, et elle est la chanteuse la plus célèbre de Venise dans les années 1640. Pour elle, dont la puissance dramatique est reconnue, les compositeurs innovent en insérant une scène de folie dans leurs opéras, situation amenée à durer jusque dans les opéras du belcanto. Sa solidité technique, avec une homogénéité des registres, l’agilité dans les passages et des trilles parfaites, est saluée car plutôt rare pour l'époque.
En 1644, sa popularité est telle qu'un recueil de poèmes et textes est publié à sa gloire : Le Glorie della signora Anna Renzi. 
Après plusieurs saisons passées dans différentes villes d'Italie, jusqu'à Innsbruck en Autriche, elle revient à Venise et meurt après 1662, dernière année où l'on conserve une trace de son existence.